# ويلي تومسون
ويلي تومسون هو سياسي أمريكي، ولد في 23 سبتمبر 1781 في مقاطعة أميليا في الولايات المتحدة، وتوفي في 28 ديسمبر 1835 في مقاطعة ماريون في الولايات المتحدة. نشط حزبياً في الحزب الديمقراطي. وقد انتخب عضو مجلس النواب الأمريكي ‏.